# Cerrillos (métro de Santiago)
Pour les articles homonymes, voir Cerrillos.
Cerrillos est une station terminus de la Ligne 6 du métro de Santiago. Elle est située à l'intersection des avenues Pedro Aguirre Cerda-Camino a Melipilla avec Departamental-Avenida Suiza, dans la commune de Cerrillos, à Santiago au Chili.
Elle est mise en service en 2017, et est desservie par les rames de la Ligne 6.

## Situation sur le réseau
Établie en souterrain, la station Cerrillos, terminus sud-ouest de la ligne 6 du métro de Santiago, est située avant la station Lo Valledor, en direction du terminus nord-est Los Leones.

## Histoire
En juin 2011, dans le cadre de la présentation officielle des nouvelles lignes 3 et 6, certaines des innovations que cette station apportera seront indiquées et toutes celles qui formeront la disposition de la ligne 6. Parmi elles, les portes sur plates-formes, le pilotage automatique de trains, d'électrification aérienne et de plate-forme centrale pour faciliter le passage de passagers dans les stations terminales. La station sera située dans la commune de Cerrillos. Le nom de la commune rappelle l'aéroport fermé Aeródromo Los Cerrillos, situé où se trouve le Bicentenaire du City Park. À l'origine, la station devait être appelée Pedro Aguirre Cerda, mais en janvier 2012, des modifications ont été annoncées à la disposition de la ligne 6, après quoi la station a été rebaptisée Cerrillos.
La station Cerrillos est mise en service le 2 novembre 2017, lors de l'ouverture à l'exploitation de la Ligne 6 du métro de Santiago, longue de 15,3 km, de Cerrillos à Los Leones.

## Art dans la station
Le rêve de voler de José «Alme» Yutronic, situé à l'intérieur de la station. C'est un Cessna T-37 Tweet de Force aérienne chilienne (FACH).

«Le rêve de voler» de José «Alme» Yutronic
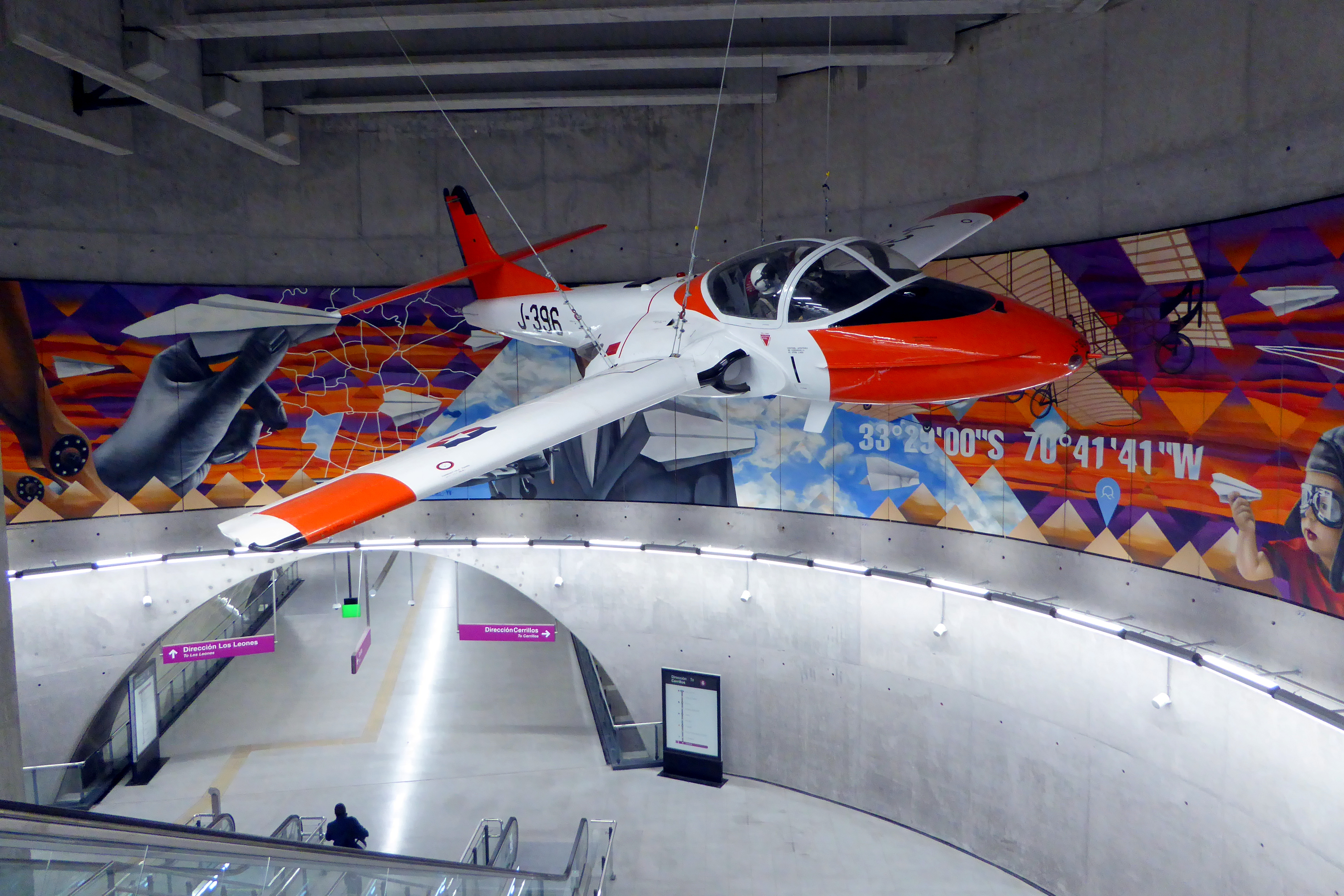
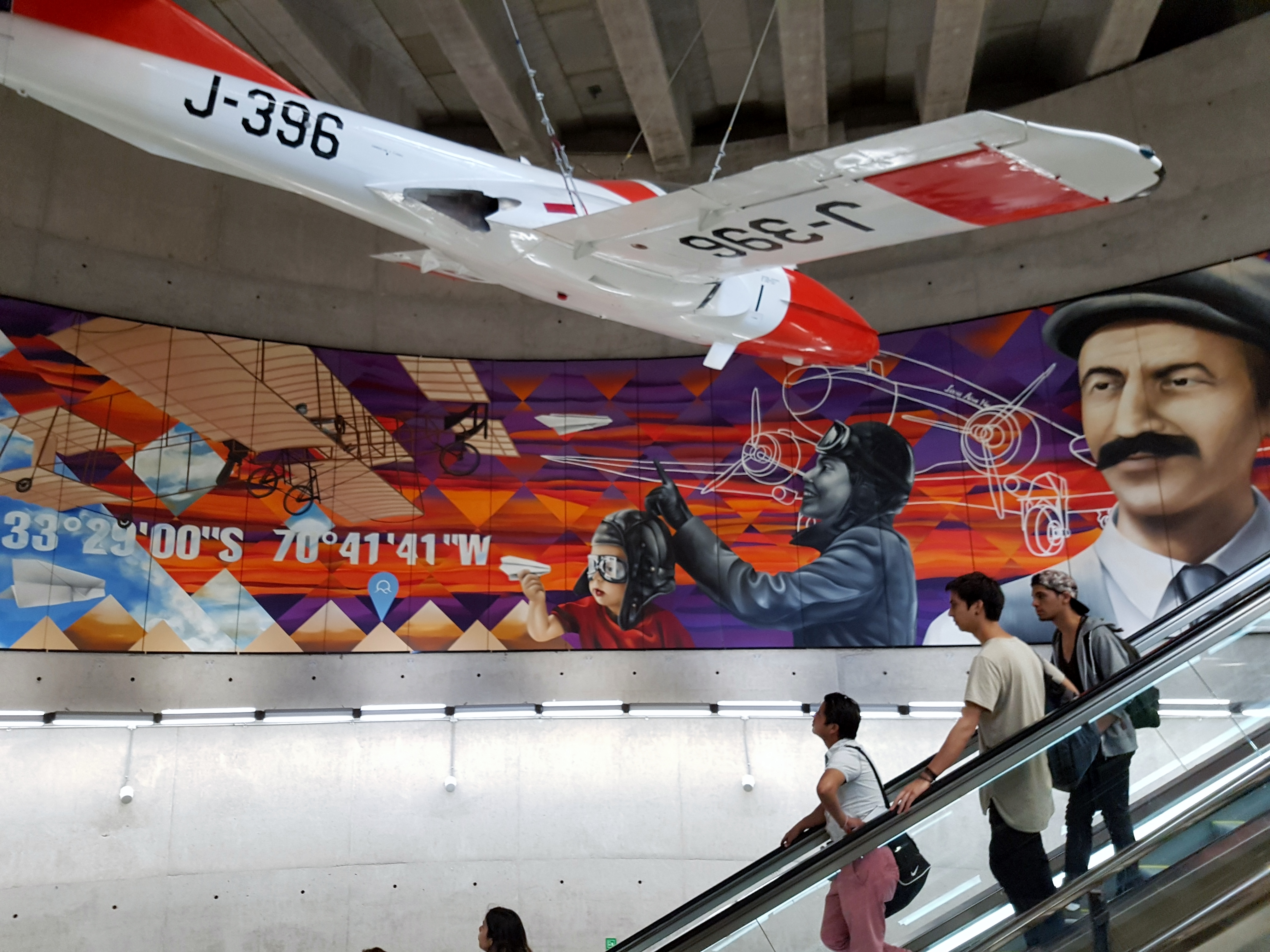
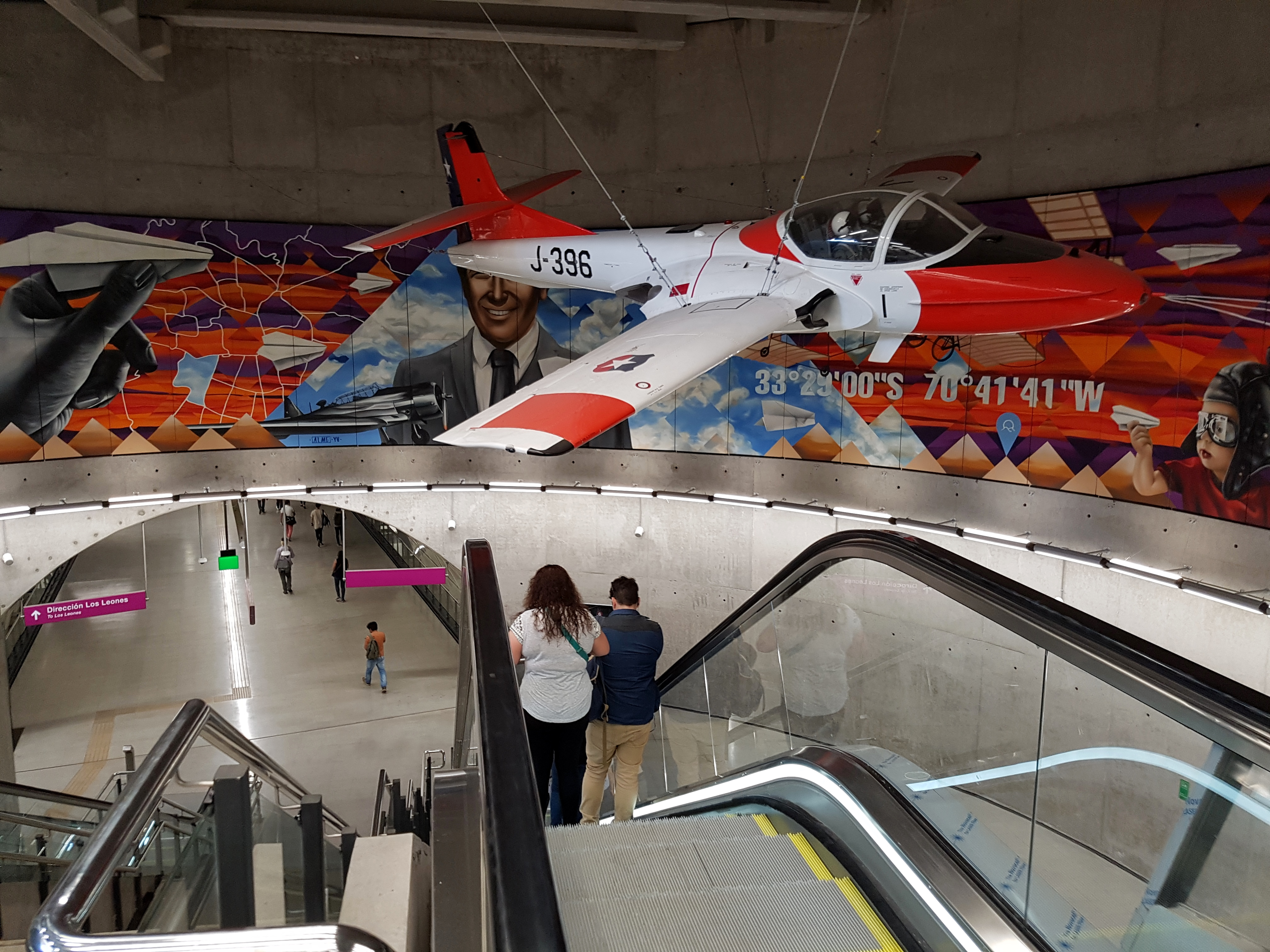